# モルテリアーノ
モルテリアーノ（伊: Mortegliano）は、イタリア共和国フリウリ＝ヴェネツィア・ジュリア州ウーディネ県にある、人口約4,800人の基礎自治体（コムーネ）。

## 地理

### 位置・広がり

#### 隣接コムーネ
隣接するコムーネは以下の通り。
- ビチニッコ
- カスティオンス・ディ・ストラーダ
- レスティッツァ
- パヴィーア・ディ・ウディーネ
- ポッツオーロ・デル・フリウーリ
- タルマッソンス

### 気候分類・地震分類
モルテリアーノにおけるイタリアの気候分類 (it) および度日は、zona E, 2235 GGである。
また、イタリアの地震リスク階級 (it) では、zona 3 (sismicità bassa) に分類される。

## 姉妹都市
- アルボレーア、イタリア